# Euplectromorpha nympha
Euplectromorpha nympha är en stekelart som beskrevs av Girault 1928. Euplectromorpha nympha ingår i släktet Euplectromorpha och familjen finglanssteklar. Inga underarter finns listade i Catalogue of Life.